# 九合镇
九合镇，是中华人民共和国甘肃省兰州市安宁区下辖的一个乡镇级行政单位。

## 行政区划
九合镇下辖以下地区：
中心村、九合村、兰沟村、高山村、钱家窑村、头沟村、李家沟村、三坪村、朱家井村、曹家湾村和金沙村。